# 喬萬尼·科庫路托
喬萬尼·科庫路托（Giovanni Coccoluto，1993年8月5日—），是一名出生於義大利第里雅斯特的帆船運動員。

## 外部連結
- Giovanni Coccoluto（页面存档备份，存于） - ISAF